# بلبله
بلبله (به لاتین: Bülbülə) یکی از شهرهای جمهوری آذربایجان است که از توابع شهر باکو است. جمعیت این شهر در سرشماری سال ۲۰۱۱ میلادی، ۲۳۹۰۰ نفر بود.